# Náměšť nad Oslavou
Náměšť nad Oslavou (deutsch Namiest oder Namiescht bzw. Namiest an der Oslawa) ist eine Stadt im Okres Třebíč mit zirka 4910 Einwohnern am Fluss Oslava (Oslawa bzw. Oslau), etwa 30 Kilometer westlich von Brünn und etwa 20 Kilometer östlich von Třebíč (Trebitsch) in Tschechien.

## Geschichte
1234 wurde eine Burg in Náměšť nad Oslavou im Besitz eines Herren von Lomnitz erstmals erwähnt. Der Rundturm im Schlosspark ist noch Teil dieser mittelalterlichen Festung. Um 1304 wurde der Ort durch vordringende Kumanen zerstört, 1408 eroberten die Herren von Krawarn Burg und Ortschaft. Ein weiterer Besitzer war der Landeshauptmann von Mähren Ctibor Tobischau von Cimburg. Ab 1481 befand sich die Herrschaft wieder im Besitz der Herren von Lomnitz. Aus dieser Zeit wird von einer ersten Druckerei berichtet, die Drucke waren wichtig für die Normierung der tschechischen Schriftsprache. Die Herrschaft der Zierotin währte ebenfalls nur kurz, nach der verlorenen Schlacht am Weißen Berg mussten sie den Besitz verkaufen, erstanden wurde er von Albrecht von Wallenstein. Bis zum Aussterben der Linie 1733 befanden sich Ort und Schloss im Eigentum von Johann Baptist Verda von Verdenberg, dessen Erben verkauften 1752 an Friedrich Wilhelm von Haugwitz, dessen Familie erst 1945 enteignet und vertrieben wurde. 1759 brannte die Stadt nieder.
1886 erhielt der Ort Anschluss ans Schienennetz. 1923 wurde Náměšť nad Oslavou zur Stadt erhoben.

## Gemeindegliederung
Náměšť nad Oslavou besteht aus den Ortsteilen Náměšť nad Oslavou, Jedov, Otradice und Zňátky. Grundsiedlungseinheiten sind Jedov, Klínky, Klínky-sever, Kozenec, Na Křemelkách, Nad dvorem, Náměšť nad Oslavou-historické jádro, Otradice, U Rathanu, Zámek und Zňátky.
Das Gemeindegebiet gliedert sich in die Katastralbezirke Náměšť nad Oslavou, Jedov, Otradice und Zňátky.

## Sehenswürdigkeiten

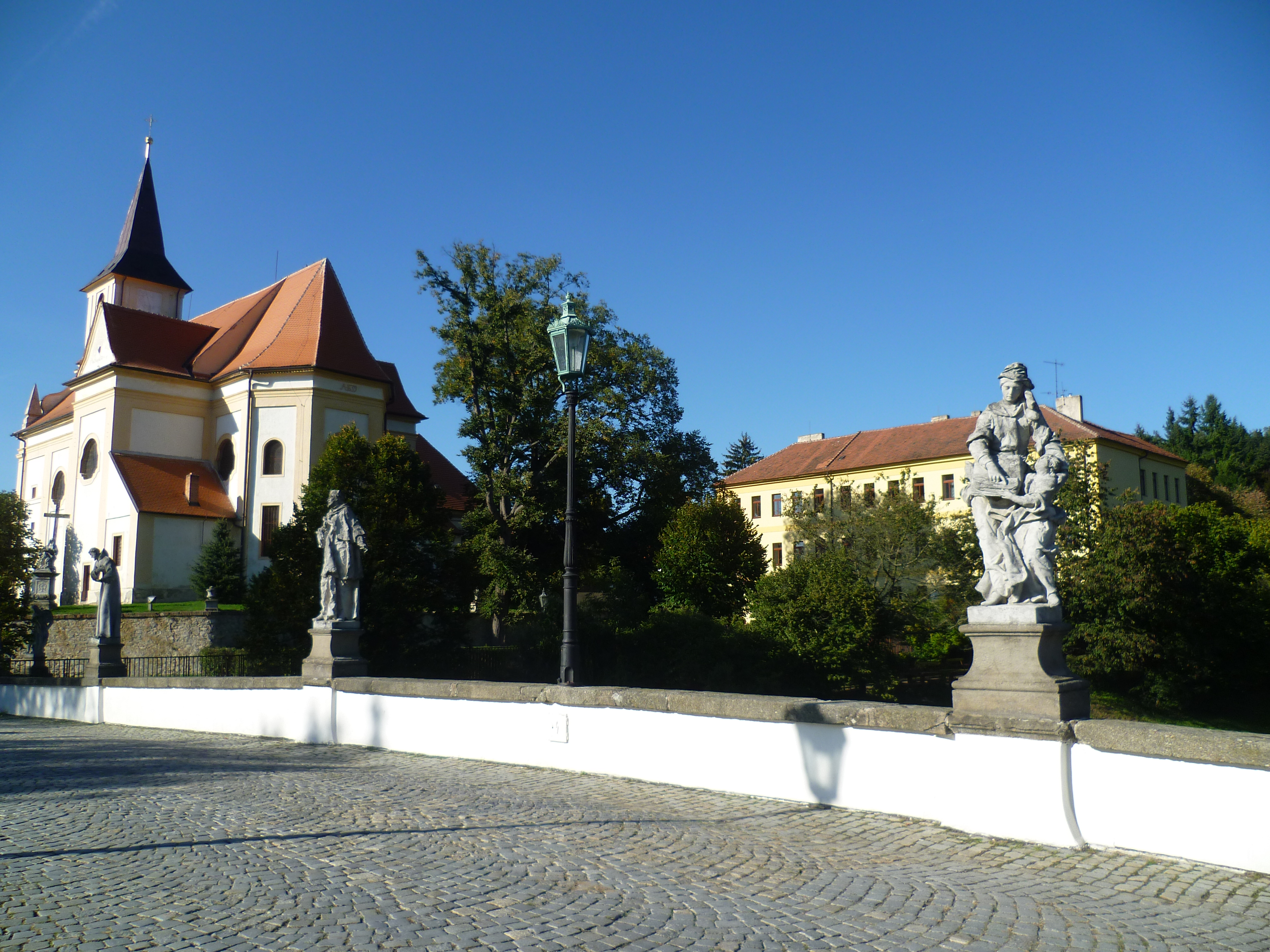
Barocke Brücke und Täuferkirche

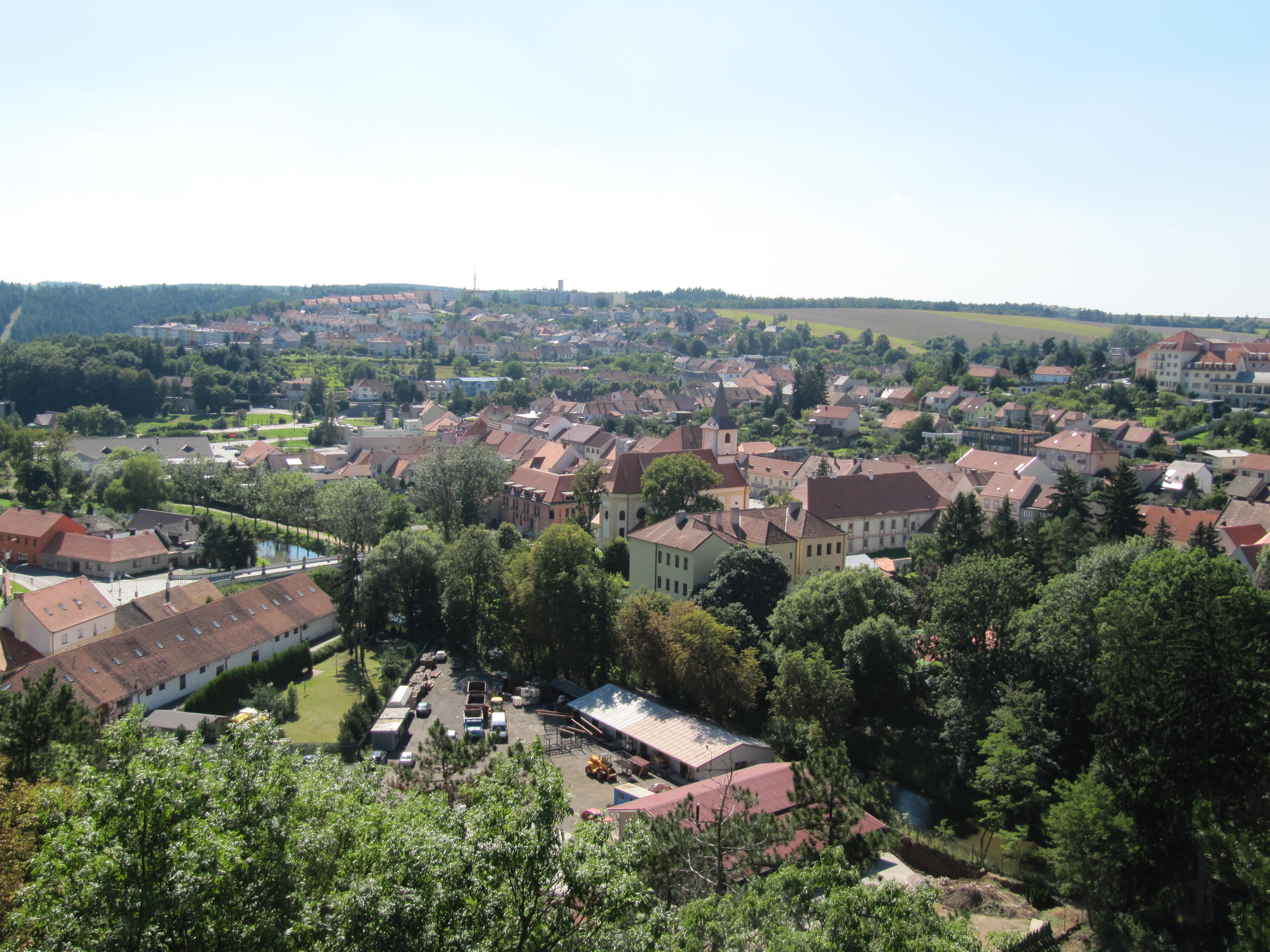
Stadtansicht vom Schloss

- Renaissance-Schloss Náměšť nad Oslavou
- unter Naturschutz stehender Schlosspark gemäß FFH
- Gruft der Adelsfamilie Haugwitz, 1822–1825 nach Plänen von Joseph Kornhäusel erbaut
- Barockbrücke über die Oslawa mit zwanzig 1737 von Josef Winterhalder geschaffenen Sandsteinfiguren, Heilige und Engel darstellend
- Barocke Kirche des hl. Johannes des Täufers (1641) mit Heiligenstatuen von Adolf Loos vor der Kirche
- Hussitische Kirche, 1939 im funktionalistischen Stil errichtet
- Rathan-Teich
- Žižka-Eiche, 800 bis 1000 Jahre alt, die älteste Eiche Mährens, benannt nach dem hussitischen Heerführer Jan Žižka, der der Legende nach unter ihr schlief
- Aussichtsturm Babylon auf dem Zelený kopec in Richtung Kramolín (24 m hoch)
- Militärflugplatz

## Persönlichkeiten
- František Antonín Míča (1696–1744), Komponist
- Friedrich Wilhelm von Haugwitz (1702–1765), böhmisch-österreichischer Staatsmann
- Gottfried Rieger (1764–1855), Kapellmeister und Musiklehrer
- Josef Chmelíček (1823–1891), römisch-katholischer Zisterzienserpater, Theologe, Organist und Komponist
- Wilhelm Schweydar (1877–1959), Geophysiker und Geodät

## Städtepartnerschaften
- Medzilaborce, Slowakei